# 존 케언크로스
존 케언크로스(John Cairncross, 1913년 7월 25일 – 1995년 10월 8일)는 제2차 세계 대전 중 정보 장교이자 스파이가 된 영국의 공무원이었다. 소련의 이중간첩으로서 그는 소련에 튜니 해독 원본을 넘겨주었고, 이는 쿠르스크 전투에 영향을 미쳤을 수 있다. 그는 케임브리지 5인의 다섯 번째 멤버로 지목되었다. 그는 또한 번역가, 문학 학자, 논픽션 작가로도 유명했다.
그의 작업에서 가장 중요한 측면은 제2차 세계 대전 동안 소련이 전투에서 독일군을 물리치는 것을 도운 것이었다. 그는 또한 미국이 원자 폭탄을 개발 중이라는 사실을 모스크바에 알렸을 수도 있다. 케언크로스는 1964년 MI5의 아서 S. 마틴에게 비밀리에 자백했으며, 1979년 12월 선데이 타임스의 두 기자에게 제한적인 자백을 했다. 그는 기소 면책을 받았다.
워싱턴 포스트에 따르면, 존 케언크로스가 케임브리지 스파이단의 "다섯 번째 남자"라는 주장은 1990년 소련의 이중간첩 올레크 고르디옙스키에 의해서야 비로소 확인되었다. 이는 전 KGB 요원 유리 모딘이 1994년에 출판한 책 『나의 다섯 케임브리지 친구들 버지스, 매클린, 필비, 블런트, 그리고 그들의 KGB 감독관이었던 케언크로스』에서 재확인되었다.

## 어린 시절과 교육
케언크로스는 래너크셔의 레즈마하고에 있는 파인 코티지에서 엘리자베스 앤드루 위샤트(1875–1958)와 알렉산더 커클랜드 케언크로스(1865–1947)의 넷째 딸과 넷째 아들 중 막내로 태어났다. 그의 세 형제는 교수였는데, 그 중 한 명은 경제학자 알렉산더 케언크로스 경 (알렉 케언크로스라고도 함)이었다. 기자 프랜시스 케언크로스는 그의 조카이다. 케언크로스는 스코틀랜드 센트럴 벨트의 래너크 근처 황야 가장자리에 있는 작은 마을인 레즈마하고에서 자랐고, 레즈마하고 고등학교 (그의 이름이 1928년 듀스상 수상자로 나옴); 해밀턴 아카데미; 글래스고 대학교; 소르본; 그리고 트리니티 칼리지 (케임브리지 대학교)에서 프랑스어와 독일어를 공부했다.
전기 작가 지오프 앤드루스는 1935년, 스페인 내전에서 공화파가 국제적인 큰 공감을 얻던 시기에 케언크로스가 케임브리지 대학교에 있을 때 그레이트브리튼 공산당에 가입했다고 언급했다. 하지만 1935년까지 케임브리지에 있었던 그의 형 알렉은 그 당시 어떤 정치 활동도 기억하지 못했다. 알렉 경은 또한 존이 "까다로운 젊은이였고, 논쟁하기 어려웠으며, 쉽게 화를 냈다"고 회상했다.

## 초기 직업 생활
졸업 후, 케언크로스는 영국 공무원 시험에 응시하여 "국내 공무원"과 "외무부 및 외교관" 경쟁 모두에서 1위를 차지했다. 1936년 9월 29일 글래스고 헤럴드(Glasgow Herald)의 기사에는 케언크로스가 "국내 목록에서 1위, 외무부 및 외교관 경쟁에서 1위를 차지하는 탁월한 이중 성공"을 거두었으며, 1930년 글래스고 대학교 장학금 경쟁에서 5위를 차지했고 케임브리지 트리니티 칼리지의 장학생이자 벨 전시관(Bell Exhibitioner)이었다고 언급되어 있다.
케언크로스는 처음에는 외무부에서 일하다가 재무부로 옮겼고, 이후 내각부에서 랭커스터 공국 상인 모리스 행키, 초대 행키 남작의 개인 비서로 일했다.
그가 외교부에서 일하던 중 (  1936c.) 그는 그레이트브리튼 공산당의 제임스 클루그만에 의해 소련의 스파이로 모집되었다.

## 제2차 세계 대전
1942년과 1943년에 케언크로스는 GC&CS, 블레츨리 파크의 오두막 3호실에서 울트라 암호 작업을 했다. 그는 독일군과 정보기관의 통신에 접근할 수 있었다. 1943년 6월, 그는 MI6의 직장을 위해 블레츨리 파크를 떠났다.

### 정부 암호 및 암호 학교, 블레츨리 파크
케언크로스는 해독된 문서를 비밀 통로를 통해 소련으로 넘겨주었다. 음악을 사랑하여 러시아인들에게 리스트라는 코드네임으로 불린 케언크로스는 KGB에 쿠로르트로 알려진 블레츨리 파크에 침투하라는 지시를 받았다.
1942년부터 국방군최고사령부 (독일군 최고사령부)는 영국이 튜니라고 코드명으로 부른 기계를 사용하여 현장의 집단군 사령관과 통신했다. 케언크로스는 파괴될 예정이었던 튜니 해독문을 3번 막사에서 바지 속에 숨겨 몰래 빼낸 다음, 기차역에서 가방에 옮겨 담은 후 런던에서 아나톨리 고르스키와 NKVD 접선책을 만났다. 소련은 특히 베를린-프스코프, 베를린-헬싱키, 베를린-리스본, 트라브존-이스탄불, 베를린-부쿠레슈티, 키르케네스-오슬로 간의 통신에 관심을 가졌다. 그들은 또한 소련 암호를 해독하려는 영국의 노력과 독일과 일본 암호 전문가들의 소련 신호(군사 신호 포함) 해독 공동 노력에도 관심을 가졌는데, 독일-일본 연합 노력은 소련 외교 암호를 해독하는 데 실패했다.
콜로서스가 해독한 원본들은 블레츨리 파크의 정보 장교들에게 전달되었고, 그들은 이 자료를 바탕으로 신호 트래픽으로 위장하여 보고서를 작성했다. 케언크로스는 원문 그대로의 사본을 제공하여 영국이 독일 암호를 해독하고 있음을 소련에게 보여주었다. 소련의 "결함 많고 허술한" 내부 보안 때문에 독일군의 군사 계획을 소련에 알리는 것은 영국의 이익에 부합한다고 여겨졌지만, 그 정보를 어떻게 얻었는지는 알리지 않았다. 루비안카는 처음에는 제공된 고급 자료의 양 때문에 "함정"을 의심했지만, 그 정보는 실제로 행동으로 이어졌고 정확하다는 것이 밝혀졌다. 제공된 항목 중 하나는 "독일 무장 보고서를 바탕으로 더 강력한 포탄을 가진 전차를 개발하라는 사전 경고"였다. 해독을 기반으로 한 정보는 공식 채널을 통해 "보니페이스 요원"으로부터 소련에 전달되었다. 스탈린은 영국과 미국이 제공한 출처 불명의 정보를 불신했다.

#### 성채 작전
성채 작전은 나치 독일이 쿠르스크 전투로 이어진 공격에 붙인 암호명이었다. 쿠르스크에서 패배한 후, 독일 국방군은 베를린이 함락될 때까지 꾸준히 후퇴했다. 튜니 해독 (초본)은 영국에 성채 작전에 대한 사전 정보를 제공했다. 거의 모든 원본 초본은 전쟁이 끝날 때 파괴되었지만, 남부집단군에서 막시밀리안 폰 바이흐스가 서명한 1943년 4월 25일자 초본은 영국 정보 장교들이 얻을 수 있었던 높은 수준의 세부 정보를 보여준다. 분석가들은 북부 및 남부 공격 경로를 추론했으며, 이 초본을 기반으로 한 보고서는 공식 채널을 통해 스탈린에게 전달되었다. 이 기간 동안 케언크로스는 두 번째 비밀 채널을 통해 튜니 원본 초본을 직접 공급했다.

#### 티토와 유고슬라비아 파르티잔
유고슬라비아에 주둔한 추축국 점령군은 무선 통신을 광범위하게 사용했다. 독일 아브베어, SD, 루프트바페, 해군, 철도, 집단군, OKW 메시지 외에도 GC&CS는 유고슬라비아 파르티잔과 코민테른 및 소련 간의 통신을 가로채 해독했다. 케언크로스는 처음에 오두막 3호실에서, 나중에는 MI6 본부에서 해독 원본에 접근할 수 있었다. 코민테른에서 티토에게 제공된 일부 정보는 그가 유고슬라비아 관련 해독문을 KGB에 넘겼음을 강력히 시사한다.

## 스파이 활동
러시아 기록에 따르면, 1941년에서 1945년 사이에 케언크로스는 소련에 5,832개의 문서를 공급했다. 1944년에 케언크로스는 해외 정보 기관인 MI6에 합류했다. 방첩 부서인 5과에서 케언크로스는 킴 필비의 지시에 따라 SS의 전투 서열을 작성했다. 케언크로스는 나중에 자신이 필비의 러시아인들과의 관계를 알지 못했다고 주장했다. 1944년 10월, 그는 해외 정보 분야의 소련 지도자들에게 "우리 친구들이 저의 도움을 가치 있게 여겨주셔서 기쁘고, 침략자들로부터 소련 땅을 거의 완전히 청소한 승리에 제가 기여했다는 것이 자랑스럽습니다"라고 썼다. 1945년 3월, 그는 연간 1,000파운드의 연금을 받았지만 거부했다.
런던에 주재했던 러시아 MGB (이후 KGB) 책임자 유리 모딘은 케언크로스가 자신에게 서독의 NATO에 배치될 핵무기에 대한 세부 정보를 주었다고 주장한다. 그는 이 메시지의 날짜를 언급하지 않았다. 케언크로스는 1951년 공급부에 있었고 NATO는 1949년 4월에 설립되었다. 이 당시에는 그러한 계획이 없었고, 훨씬 나중에 NATO는 독일에 미군 통제 하의 전술 핵무기를 확보했다. 이것은 역정보 활동이었던 것으로 보인다.
1951년 9월, 그는 매클린 및 공산당과의 관계에 대해 영국 방첩부에 심문을 받았다. 케언크로스는 방첩 심문 시 행동 요령에 대해 소련으로부터 훈련을 받았다. 1951년 10월 23일, 케언크로스는 소련 연락책에게 자신이 심문관에게 단지 당원임을 숨기지 않았으며, 외무부에서 일할 때 매클린에게 인사만 했을 뿐 졸업 후에는 그와 어떠한 접촉도 유지하지 않았다고 설명했다고 보고했다. 보안을 위해 상주지부 (또는 상주지부, 현지 소련 정보국)는 그와의 접촉을 일시적으로 중단하고, 적절한 신호로 매달 자신의 상황을 보고하도록 허용했으며, 1952년 1월 23일에 후속 회의를 계획했다. 소련은 케언크로스를 위한 망명 계획을 세웠는데, 여기에는 다른 나라에서 살면서 필요한 자금, 문서, 통신 방법이 포함되었다. 케언크로스는 1952년 3월 초에 다시 심문을 받았다고 말한 회의까지 연락책에게 신호를 보내지 않았다. 상주지부는 케언크로스와 더 이상 접촉하지 않았고, 킴 필비에게 케언크로스의 행방을 확인하도록 지시했다. 필비는 케언크로스의 행방을 알아내지 못했다.
케언크로스는 1951년 MI5가 가이 버지스가 모스크바로 도주한 후 그의 아파트에서 그가 손으로 쓴 쪽지와 함께 서류를 발견한 후 일부 부적절한 행동을 인정했다. 여기에는 9명의 공무원으로부터 얻은 국제 문제 및 정책에 대한 15페이지 보고서가 포함되어 있었다. 케언크로스는 이것이 자신이 버지스에게 제공한 유일한 문서라고 주장했다. 전쟁 중 소련을 위해 스파이 활동을 했다는 증거는 제시되지 않았다. 공식 보고서는 1951년과 1952년의 심문이 "간첩 혐의를 입증할 증거를 생산하지 못했다"고 결론지었다. 필비 또한 이 사실을 상주지부에 알렸다.
소련 기록 보관소의 증거는 케언크로스가 소련 요원들에게 영국의 핵무기 프로그램 개발 의도에 대한 초기 정보를 제공했음을 강력하게 시사한다. 1940년 9월, 케언크로스는 MAUD 위원회와 나중에 튜브 앨로이스 자문 위원회를 포함한 수많은 과학 위원회에 참여했던 무임소장관 모리스 행키의 사무실에 배정되었다. 이는 기술 자료를 포함하지 않았지만, 소련에 영국이 원자 무기 생산을 고려하고 있다는 증거를 제공했다. 그는 결코 기소되지 않았는데, 이는 나중에 정부가 그의 역할을 은폐하기 위한 음모에 연루되었다는 비난으로 이어졌다.
케임브리지 5인 중 악명 높은 '다섯 번째 남자'의 정체는 1990년 KGB 망명자 올레크 고르디옙스키가 케언크로스를 공개적으로 확인하기 전까지 정보계 외부에서는 미스터리로 남아 있었다. 케언크로스는 다른 네 명과는 독립적으로 일했으며, 그들의 상류층 배경이나 취향을 공유하지 않았다. 비록 케임브리지에서 앤서니 블런트를 알았고, 사교적으로 가이 버지스를 알았고(둘 다 싫어했다), 외무부에서 도널드 매클린을, MI6에서 킴 필비를 알았지만, 그는 그들도 러시아에 비밀을 넘기고 있다는 것을 몰랐다고 주장했다.
케언크로스는 1952년 후반 공무원직에서 사임하고 연금을 포기했다. 1964년, 그는 심문관 아서 마틴에게 소련을 위해 스파이 활동을 했다고 인정했다. 1979년 12월, 케언크로스는 기자 배리 펜로즈의 접근을 받았고 그에게 자백했다. 이 소식은 널리 알려져 많은 사람들이 그가 실제로 "다섯 번째 남자"라고 추정하게 했으며, 이 명칭은 1989년 영국으로 망명한 고르디옙스키에 의해 확인되었다.
케언크로스는 이제 '다섯 번째 남자'로 널리 여겨지지만, 몇몇 소식통은 이 명칭이 빅터 로스차일드, 3대 로스차일드 남작에게 가야 한다고 믿었다. 롤랜드 페리는 1994년 저서 『다섯 번째 남자』에서 이 주장을 제기했다. 책이 출판된 후, 전 KGB 통제관 유리 모딘은 로스차일드를 '어떤 종류의 소련 요원'이라고 지명한 적이 없다고 부인했다. 모딘 자신의 책 제목은 다섯 번째 남자의 이름을 명확히 한다: 『나의 다섯 케임브리지 친구들: 버지스, 매클린, 필비, 블런트, 그리고 케언크로스』.
케언크로스는 자신을 케임브리지 5인 중 한 명으로 여기지 않았으며, 모스크바로 보낸 정보가 영국에 해롭지 않았고 조국에 충실했다고 주장했다. 한 뉴스 기사에 따르면, 그는 자신이 "우익 파벌"에 의해 정보가 거부된 동맹국에게 호의를 베풀고 있다고 믿었다. 그의 케임브리지 스파이단과의 연관성은 미미한데, 그의 진정으로 가치 있는 스파이 활동은 전쟁이 끝날 무렵에 마무리되었기 때문이다. 크리스 스미스의 2019년 저서 『마지막 케임브리지 스파이: 존 케언크로스, 블레츨리 파크 암호 해독가이자 소련 이중간첩』에 대한 서평은 이러한 관점을 제시한다. 서평은 그가 다른 네 명(다른 책인 『고아라는 이름의 스파이: 도널드 매클린의 수수께끼』에서 "특권을 누린" 사람들과 "상류 부르주아"로 묘사된)과는 달리 "중하층 계급"이었고 강한 스코틀랜드 억양을 가지고 있었다고 덧붙인다. "그가 다른 사람들과 케임브리지에 있었다는 것은 단순한 우연이었다."

## 말년
전쟁이 끝난 후, 케언크로스는 재무부에 합류했다. 그는 MGB (이후 KGB로 변경)를 위해 일하는 것을 중단했다고 주장했다. 나중에 공개된 KGB 보고서는 이를 부인한다. 첫 자백(1952년) 후, 케언크로스는 공무원직을 잃고 무일푼에 실업자가 되었다. 이전 연락책인 모딘의 재정 지원을 받아 그는 미국으로 이주하여 시카고의 대학교와 오하이오주 클리블랜드의 케이스 웨스턴 리저브 대학교에서 로망스어 강사로 일했다. 케언크로스는 프랑스 작가들의 전문가였으며, 장 라신, 장 드 라 퐁텐, 피에르 코르네유와 같은 17세기 프랑스 시인이자 극작가들의 작품을 번역했으며, 또한 자신의 책 세 권, 『몰리에르 부르주아와 자유로운 정신』, 『몰리에르에 대한 새로운 이해』, 『일부다처제가 죄가 된 후』를 저술했다.
이 경력은 MI5 수사관 아서 S. 마틴의 케언크로스에 대한 추가 조사를 통해 끝났다. 1963년 필비가 모스크바로 도피한 후, 마틴은 1964년에 4번째와 5번째 남자를 찾기 위해 파일을 다시 열었다. 마틴의 놀랍게도 케언크로스는 완전한 자백을 했다. 마틴은 또한 블런트의 자백으로 이어진 비난을 받았다. 마틴에게 자백했음에도 불구하고, 케언크로스는 자신의 간첩 활동으로 인해 결코 기소되지 않았다. 오하이오주 클리블랜드에서 이루어진 자백은 경찰의 경고 하에 이루어진 것이 아니었으므로 법정에서 증거로 채택될 수 없었다. MI5의 범죄인 인도 문의에도 불구하고 FBI는 케언크로스를 미국 안보에 위협이 되는 인물로 간주하지 않았으며 그를 영국으로 추방할 근거도 없었다. MI5는 케언크로스에게 영국으로 자발적으로 돌아와 이번에는 경고 하에 다시 자백할 의향이 있는지 물었다. 그는 거절했다.
1967년 케언크로스는 로마로 이주하여 유엔 유엔식량농업기구에서 번역가로 일했으며, 반카 나치오날레 델 라보로 (BNL), 이탈리아 은행 및 IMI의 연구실에서도 일했다. 1970년에 그는 프랑스로 이주하여 프로방스에 살았다. BNL에서 국제 시나리오 분석(1980–1988년 이란-이라크 전쟁, 중동 및 극동의 석유 전략 경로)에 참여했던 한 젊은 경제학자는 케언크로스가 해당 지역에서 은행의 역할에 대해 강하고 특이한 관심을 보였다고 보고했다. 그가 로마에 있는 동안 그의 비밀은 마침내 대중에게 알려졌다. 1979년 12월, 블런트 스캔들의 여파로 전 공무원 조크 콜빌은 선데이 타임스 기자 배리 펜로즈에게 도널드 매클린과 동시에 외무부에 다른 스파이가 있었다고 언급했다. 외무부 목록을 검색한 후 펜로즈는 케언크로스가 그 스파이라는 결론을 내리고 그에게 대면했다.
케언크로스의 세 번째 자백은 톱뉴스가 되었다. 1981년, 마거릿 대처 총리는 의회에 케언크로스가 소련 요원이었고, 회고록을 쓰는 동안 아내와 함께 잉글랜드 서부에 살고 있다고 알렸다. 그의 "다섯 번째 남자" 지위는 1990년 KGB 망명자 올레크 고르디옙스키에 의해 확립되었다. 케언크로스는 1995년까지 프랑스 남부에서 은퇴 생활을 하다가 영국으로 돌아와 존 브링커호프의 딸인 미국 오페라 가수 게일 브링커호프와 결혼했다. 이는 1951년에 결혼했던 첫 아내 가브리엘라 오펜하임이 사망한 지 한 달 만이었다. 그해 말 그는 82세의 나이로 뇌졸중을 겪고 사망했다. 다른 많은 스파이들과 달리 케언크로스는 모스크바에 정보를 불법적으로 전달한 혐의로 기소된 적이 없다. 그가 유일하게 투옥된 것은 로마에서 통화 관련 혐의로 유죄 판결을 받은 후였다.
케언크로스의 자서전, 『암호 스파이』는 1997년에 출판되었다. 2001년, 작가 루퍼트 앨러슨은 자신이 『암호 스파이』를 대필했으며 저작권과 책 수익의 50%를 받는 대가로 했다는 주장을 담은 소송에서 패소했다. BBC에 따르면, "존 케언크로스는 자신이 소위 '다섯 번째 남자'라는 것과 그런 사람이 존재했다는 것 모두를 부인했다. 당시 비평가들은 이 책을 그의 이름을 해명하려는 마지막 시도로 보았지만, 설득된 사람은 거의 없는 듯하다."
케언크로스는 소설가 그레이엄 그린과 40년간 서신 교환을 했으며, 이 서신은 보스턴 칼리지의 존 J. 번즈 도서관에 소장되어 있다.

## 문화적 표현
케언크로스는 2003년 BBC TV 시리즈 케임브리지 스파이 3부에서 묘사되는데, 그는 붉은 군대가 아브베어 (독일 정보국)와 겔렌 장군 휘하의 동부 전선 군사 정보국에 심하게 침투되어 있다는 두려움 때문에 블레츨리 파크 데이터를 러시아에 계속 넘기는 것을 망설이는 모습으로 나타난다. 앤서니 블런트는 드라마에서 위협으로 그를 압박하는 모습으로 그려진다.
케언크로스는 2014년 영화 이미테이션 게임에서 앨런 리치가 연기한 암호학자로 블레츨리 파크에 등장한다. 그는 처칠이 제공하기를 너무 조심하는 정보를 소련에 전달하기 위해 MI6에 의해 뒷채널로 사용되는, 의도치 않은 이중간첩으로 묘사된다. 이에 대한 역사적 근거는 제공되지 않는다. 역사학자들과 스파이 자신의 자서전은 케언크로스가 자신의 견해 때문에 소련을 위해 스파이 활동을 했으며, 이는 제2차 세계 대전이 끝난 한참 후에야 MI6에 의해 발견되었다는 것을 확인했다.

## 수상
- 적기훈장 : 제2차 세계대전 중 소련-독일 전선에서 독일군의 계획과 작전에 대한 정보를 입수한 공로.[43][44]

## 저작 목록

### 저서
- 『몰리에르에 대한 새로운 이해: 타르튀프, 엘로미르 히포콘드르』 (리브레리 드로즈, 1956)
- 『몰리에르 부르주아와 자유로운 정신』 (니제트, 1963)
- 『일부다처제가 죄가 된 후: 기독교 일부다처제의 사회사』 (루틀리지, 1974)
- 『미래의 것들: 세계 식량 위기, 해결책』 (유엔식량농업기구, 1974).
- 『식량 및 인구 계획에 대한 접근』 (유엔식량농업기구, 1978)
- 『개발도상국의 인구와 농업』 (유엔식량농업기구, 1980).
- 『라 퐁텐 우화집, 그리고 다른 시들』 (콜린 스마이스, 1982)
- 『몰리에르의 인류애』 (니제트, 1988)
- 『암호 스파이: 자서전』 (센츄리, 1997)

### 번역
- 『이피게니; 페드르; 아탈리』 (라신, 펭귄 클래식, 1963)
- 『안드로마케; 브리타니쿠스; 베레니체』 (라신, 펭귄 클래식, 1967)
- 『르 시드, 시나, 연극적 환상』 (코르네유, 펭귄 클래식, 1975)
- 『폴리왹트, 거짓말쟁이, 니코메드』 (코르네유, 펭귄 클래식, 1980)
- 『라 퐁텐 우화집과 다른 시들』 (라 퐁텐, 콜린 스마이스, 1982)